# Барґеле
Барґеле (перс. برگله) — село в Ірані, у дегестані Ростак, у Центральному бахші, шагрестані Хомейн остану Марказі. За даними перепису 2006 року, його населення становило 38 осіб, що проживали у складі 7 сімей.

## Клімат
Середня річна температура становить 11,37 °C, середня максимальна – 29,98 °C, а середня мінімальна – -10,91 °C. Середня річна кількість опадів – 223 мм.
| Клімат поселення                              | Клімат поселення | Клімат поселення | Клімат поселення | Клімат поселення | Клімат поселення | Клімат поселення | Клімат поселення | Клімат поселення | Клімат поселення | Клімат поселення | Клімат поселення | Клімат поселення | Клімат поселення |
| Показник                                      | Січ.             | Лют.             | Бер.             | Квіт.            | Трав.            | Черв.            | Лип.             | Серп.            | Вер.             | Жовт.            | Лист.            | Груд.            |                  |
| Середній максимум, °C                         | 8,20             | 9,41             | 13,39            | 19,38            | 24,51            | 29,98            | 29,86            | 29,58            | 25,66            | 19,58            | 12,84            | 7,73             |                  |
| Середня температура, °C                       | −1,36            | −0,14            | 3,83             | 9,82             | 14,95            | 20,41            | 23,82            | 23,54            | 19,59            | 13,53            | 6,79             | 1,68             |                  |
| Середній мінімум, °C                          | −10,91           | −9,69            | −5,73            | 0,26             | 5,40             | 10,85            | 17,77            | 17,48            | 13,55            | 7,49             | 0,75             | −4,39            |                  |
| Норма опадів, мм                              | 36               | 35               | 41               | 28               | 20               | 3                | 2                | 1                | 1                | 6                | 21               | 29               |                  |
| Середньомісячна швидкість вітру, м/с          | 1.31             | 1.90             | 2.29             | 2.60             | 2.44             | 2.26             | 2.14             | 2.20             | 2.02             | 1.87             | 1.50             | 1.38             |                  |
| Середньомісячна сонячна радіація, кДж/м²·день | 10105            | 13235            | 15728            | 18860            | 22651            | 26762            | 25768            | 24324            | 21651            | 16281            | 11589            | 9636             |                  |
| --------------------------------------------- | ---------------- | ---------------- | ---------------- | ---------------- | ---------------- | ---------------- | ---------------- | ---------------- | ---------------- | ---------------- | ---------------- | ---------------- | ---------------- |
| Джерело:                                      |                  |                  |                  |                  |                  |                  |                  |                  |                  |                  |                  |                  |                  |